# Цибилчалтун
Цибилчалтун (Dzibilchaltún, Ts'íibil Cháaltun) са археологически разкопки на древен град на маите. Намират се в мексиканския щат Юкатан, приблизително на 16 км северно от столицата на щата град Мерида.
Мястото, където се намира Цибилчалтун е било населявано от хора в продължение на хилядолетия, като многократно размерът на града се е увеличавал и намалявал през дългата си история.
Най-известната структура в града е „Храмът на седемте кукли“ наречен така от археолозите когато през 1950 г. в сградата са намерени седем декоративни малки фигури, след като храмът е открит под развалините на голям храм-пирамида. В деня на пролетното равноденствие слънчевата светлина влиза в храма точно през два срещуположни прозореца. Храмът се свързва с останалата част от града посредством дълъг път (сакбе, исп. Sacbé – път на маите, който свързва церемониалните сгради в града една с друга).
Другата главна забележителност в Цибилчалтун е кладенец (сеноти, исп. cenote – естествен кладенец или малко езеро, които маите използвали като източници за вода и места за извършване на жертвоприношения), който местните жители целогодишно използвали като плувен басейн. Също така на мястото има и останки от испанска църква построена през XVI век.
В Цибилчалтун има музей, в който се съхраняват артефакти на маите намерени в този и в други региони.
- Вътрешността на „Храмът на седемте кукли“.
- Пътят (сакбе) на Цибилчалтун.
- Руините на испанския параклис.